# Онугха Герман
Герман Онугха (рос. Герман Ону́гха; нар. 6 липня 1996, Москва, Росія) — російський футболіст, нападник данського клубу «Вайле».

## Життєпис
Народився у Москві, де його батьки навчалися у вузі. Батько Германа із Нігерії. Герман виріс із матір'ю та її батьками в Пензі.
У дитинстві займався футзалом, перший тренер — Клопов Юрій Федорович. У 11 років припинив займатися й сконцентрувався на навчанні, але за три роки повернувся до гри на футбольне поле. З 16 років почав виступати у футзальній команді «Атміс», у який під час літньої перерви грав у першості області з великого футболу.

### «Зеніт» (Пенза)
Після товариського матчу із пензенським «Зенітом» отримав запрошення директора клубу Дмитра Градиленка. Під керівництвом Володимира Радкевича дебютував у першості ПФЛ, 1 вересня 2017 року в поєдинку проти «Рязані». Провів за клуб 11 матчів та забив 2 м'ячі. Через особливості оформлення клубного сайту до графи по батькові Онугхе прописали Олегович, хоча за паспортом він його не має. Надалі це по-батькові на клубних сайтах та інших інтернет-джерелах закріпилося за гравцем.

### «Волгар»
У лютому 2018 року отримав запрошення від «Волгара» (Астрахань) з ФНЛ. Дебютував 4 березня у домашньому матчі проти «Хімок». Всього за клуб зіграв 10 поєдинків та забив 3 м'ячі.

### «Краснодар»
У липні перейшов у «Краснодар». Два сезони відіграв за другу команду, дебютував за основну команду 25 вересня 2018 року в поєдинку Кубку Росії проти «Нижнього Новгорода». У Прем'єр-лізі Росії дебютував 5 липня 2020 року у домашньому матчі проти петербурзького «Зеніту», в якому вийшов на заміну на 82-й хвилині замість Маркуса Берга.
11 серпня 2020 року перейшов в річну оренду до «Тамбова» з можливістю повноцінного переходу. 26 січня 2021 року орендну угоду достроково розірвали.

### «Вайле»
1 лютого 2021 року було оголошено про оренду гравця до завершення сезону з правом подальшого викупу данським клубом «Вайле». 30 квітня зробив хет-трик у виїзному матчі 28 туру чемпіонату проти «Горсенса» (3:3). Господарі під час гри вели в рахунку 3:0. На 51-й хвилині на полі з'явився Онугха і забив три м'ячі — на 63-й, 84-й та 90-й хвилинах. 4 липня 2021 року підписав дворічний контракт із клубом. 4 липня 2021 року ФК «Краснодар» на своєму офіційному сайті повідомив, що данський клуб викупив контракт Германа.
У 2021 році грав в оренді в самарських «Крилах Рад». У самарців була опція викупу контракту, якою вони так і не скористалися. У сезоні 2021/22 років був орендований (з правом викупу) казанським «Рубіном», а 3 вересня 2022 року відправився в оренду на один сезон до ізраїльського «Бней Сахніна».
У січні 2023 року повернувся до «Вайле».

## Статистика виступів

### Клубна
Станом на 21 травня 2022
| Клуб                      | Сезон             | Ліга              | Ліга  | Ліга | Кубок | Кубок | Континентальні | Континентальні | Інші  | Інші | Загалом | Загалом |
| Клуб                      | Сезон             | Дивізіон          | Матчі | Голи | Матчі | Голи  | Матчі          | Голи           | Матчі | Голи | Матчі   | Голи    |
| ------------------------- | ----------------- | ----------------- | ----- | ---- | ----- | ----- | -------------- | -------------- | ----- | ---- | ------- | ------- |
| «Зеніт» (Пенза)           | 2017–18           | ПФЛ               | 11    | 2    | –     | –     | –              | –              | –     | –    | 11      | 2       |
| «Волгар» (Астрахань)      | 2017–18           | ФНЛ               | 10    | 3    | –     | –     | –              | –              | –     | –    | 10      | 3       |
| «Краснодар-2»             | 2018–19           | ФНЛ               | 35    | 5    | –     | –     | –              | –              | 5     | 1    | 40      | 6       |
| «Краснодар-2»             | 2019–20           | ФНЛ               | 23    | 11   | –     | –     | –              | –              | –     | –    | 23      | 11      |
| «Краснодар-2»             | 2020–21           | ФНЛ               | 1     | 1    | –     | –     | –              | –              | –     | –    | 1       | 1       |
| «Краснодар-2»             | Загалом           | Загалом           | 59    | 17   | 0     | 0     | 0              | 0              | 5     | 1    | 64      | 18      |
| «Краснодар»               | 2018–19           | ПЛР               | 0     | 0    | 0     | 0     | 0              | 0              | –     | –    | 0       | 0       |
| «Краснодар»               | 2019–20           | ПЛР               | 2     | 0    | 1     | 0     | 0              | 0              | –     | –    | 3       | 0       |
| «Краснодар»               | Загалом           | Загалом           | 2     | 0    | 1     | 0     | 0              | 0              | 0     | 0    | 3       | 0       |
| «Тамбов» (оренда)         | 2020–21           | ПЛР               | 11    | 4    | 2     | 2     | –              | –              | –     | –    | 13      | 6       |
| «Вайле» (оренда)          | 2020–21           | Суперліга Данії   | 17    | 5    | 2     | 0     | –              | –              | –     | –    | 19      | 5       |
| «Крила Рад» (оренда)      | 2021–22           | ПЛР               | 4     | 0    | –     | –     | –              | –              | –     | –    | 4       | 0       |
| «Рубін» (Казань) (оренда) | 2021–22           | ПЛР               | 23    | 2    | 2     | 1     | –              | –              | –     | –    | 25      | 3       |
| Усього за кар'єру         | Усього за кар'єру | Усього за кар'єру | 137   | 33   | 7     | 3     | 0              | 0              | 5     | 1    | 149     | 37      |

1. ↑  Матчі в Кубку ФНЛ

## Досягнення
«Вайле»
- Перший дивізіон Данії
  -  Чемпіон (1): 2023